# あなたは目撃者
『あなたは目撃者～架空実況中継』（あなたはもくげきしゃ かくうじっきょうちゅうけい、英：You Are There）はアメリカ合衆国のCBS放送で、1947年から1950年にラジオで放送され、その後それをベースにして1953年から1957年にテレビ版として30分番組の再現ドラマを交えた記録映画である。
同番組は、アメリカの史実を紹介するもので、テレビ版では俳優陣による再現ドラマや資料映像などを交えて、ウォルター・クロンカイトが司会・解説を交えてその事件の真相を探る内容である。